# Hugo Bartlicius
Hugo Václav Bartlicius O. Praem. (pokřtěn 16. července 1675, Strážnice – 7. října 1738, Zábrdovice) byl římskokatolický kněz, premonstrátský kanovník a v letech 1712–1738 opat kanonie v Zábrdovicích.
Hugo Batilicius se narodil jako Václav Peldřimovský ve Strážnici v rodině Jiřího Peldřimovského a jeho manželky Apolonie. Původně působil jako farář v Šaraticích. Jako člen premonstrátské komunity se zúčastnil opatské volby v zábrdovickém klášteře, kde byl zvolen opatem. Krátce po zvolení se rozhodl vystavět nové poutní místo v Křtinách (kde dlouhá léta premonstráti působili) a pro tento úkol získal Jana Blažeje Santiniho-Aichela.
Během jeho opatské služby byl roku 1733 klášter v Nové Říši povýšen na samostatné opatství.